# Twilight Sparkle
Twilight Sparkle – fikcyjna pierwszoplanowa postać, występująca w serialu animowanym My Little Pony: Przyjaźń to magia, a także w mandze pod tytułem My Little Pony: The Manga. Jest też bohaterką serii komiksów My Little Pony oraz serialu Pony Life. 

## Stworzenie postaci
Twilight Sparkle stworzona została przez Lauren Faust. Postać została oparta kucyku z generacji pierwszej o imieniu Twilight.

### Dubbing
Bohaterka oryginalnie jest dubbingowana przez Tarę Strong. Strong była też przesłuchiwana do roli Pinkie Pie (Andrea Libman) i Applejack (Ashleigh Ball). Gdy Twilight śpiewa, Tara jest zastępowana przez Rebeccę Shoichet. W wersji polskiej za jej głos odpowiada Magdalena Krylik.

## Fabuła
Twilight to utalentowany jednorożec, uczący się magii pod okiem księżniczki Celestii. By nauczyć ją przyjaźni, Celestia wysyła swoją uczennicę do Ponyville. Tam Twilight Sparkle poznaje magię przyjaźni i co tydzień wysyła nauczycielce listy, w których opowiada o swoich postępach. Czasem wraz z przyjaciółkami Rainbow Dash, Fluttershy, Applejack, Rarity i Pinkie Pie walczy ze złem. Z czasem przemienia się w alikorna, dzięki czemu staje się księżniczką przyjaźni i otrzymuje pałac. Następnie mierzy się ze Starlight, która zmusza kucyki do pozbywania się swoich znaczków. Gdy kucykom udaje ją się pokonać, Starlight cofa się w czasie, próbując nie dopuścić do tego, by się poznały. Potem jednak zrozumiała swój błąd i stała się dobra, a Twilight stała się jej nauczycielką.

## Odniesienia w kulturze
Twilight Sparkle jest bohaterką filmu pełnometrażowego My Little Pony: Film. Istnieje również wiele zabawek, jak figurki czy maskotki, które przedstawiają bohaterkę. Pojawia się także w grze My Little Pony: Magic Princess wydanej przez Gameloft i aplikacji My Little Pony Celebration, a także w szeregu innych gier.

## Odbiór
Comic Book Resources określiło Twilight jako 2 najlepszą rolę, którą dubbingowałą Tara Strong. Mary Sue nazwała bohaterkę 'dojrzałą'. Stwierdziła też, że postacie są rozpoznawalne i zapadające w pamięć.